# Peggy Rea
Peggy Rea (Los Angeles, 31 de março de 1921 – Toluca Lake, 5 de fevereiro de 2011) foi uma atriz estadunidense.

## Biografia
A atriz atuou em vários seriados de TV, como "The Dukes of Hazzard", "The Waltons", "I Love Lucy", "Dr. Kildare", "Missão Impossível" e "The Red Skelton Hour", entre outros.

## Ligação externa
- Peggy Rea. no IMDb.